# أوسكار أريزاغا
أوسكار أريزاغا (بالإسبانية: Oscar Arizaga)‏ (مواليد 20 أغسطس 1957) هو لاعب كرة قدم. يلعب مع منتخب بيرو لكرة القدم. سبق له أن لعب في كأس العالم لكرة القدم مع منتخب بلاده.

## روابط خارجية
- أوسكار أريزاغا على موقع الاتحاد الدولي (مؤرشف)  (الإنجليزية)
- أوسكار أريزاغا على موقع قاعدة بيانات كرة القدم.إي يو (الإنجليزية)
- أوسكار أريزاغا على موقع ناشيونال فوتبول تيمز (الإنجليزية)